# کساوند
کساوند، روستایی از توابع بخش زند شهرستان ملایر در استان همدان ایران است.دهیاری این روستا در سال 1384 شمسی تاسیس گردید. آب و هوای بسیار سرد این منطقه در زمستان و آب و هوای فوق العاده مطلوب بهاری در فصول گرم به دلیل وجود بیشه زار ها و رودخانه جاری این روستا بسیار زبانزد است. بیشتر احالی این روستا در سنین پایین به تهران مهاجرت میکنند. و وارد کار های فنی مثل در و پنجره سازی می‌شوند،نمونه ای از این افراد مشهور در صنعت درب و پنجره سازی به نام عباس شعبانی میتوان اشاره کرد.:)
داوود حاتمی فرزند علی رحم، ایثار گر، فرهنگی فعال و خوشنام این منطقه بحساب می‌آید.ایشان از اولین اشخاصی بود که در دهه پنجاه از روستای کساوند به دانشگاه راه یافت.

## جمعیت
این روستا در دهستان کمازان علیا قرار دارد و براساس سرشماری مرکز آمار ایران در سال ۱۳۹۵، جمعیت آن ۲۷۳ نفر (۹۵خانوار) بوده‌است.

## جاذبه های طبیعی و تاریخی
با توجه به آب و هوای معتدل این منطقه و مناظر زیبا و چشم نواز در کنار بکر بودن منطقه میتواند چشم هر بیننده ای را خیره کند.
این روستا با توجه به قدمت زیاد آن دارای آثاری همچون قلعه چهار برج که مربوط به دوران صفویه و سنگل که شهری با قدمت ما قبل تولد مسیح می باشد ..